# Rottne
Rottne è una frazione (tätort) del comune svedese di Växjö, nella contea di Kronoberg, situato a nord del capoluogo Växjö.
Deve la sua notorietà agli Ark, il gruppo musicale svedese che si formò proprio a Rottne nel 1991.